# Asplenium
Asplenium este un gen care cuprinde circa 700 de specii de ferigi din familia Aspleniaceae.

## Specii
| - Asplenium adiantum-nigrum - Asplenium adulterinum - Asplenium aethiopicum - Asplenium africanum - Asplenium antiquum - Asplenium attenuatum - Asplenium aureum (Ceterach aureum) - Asplenium auritum - Asplenium australasicum - Asplenium billottii - Asplenium bipinnatifidum - Asplenium brachycarpum - Asplenium bradleyi - Asplenium bulbiferum - Asplenium caudatum - Asplenium ceterach (Ceterach officinarum) - Asplenium cheilosorum - Asplenium crinicaule - Asplenium cristatum - Asplenium cuneifolium - Asplenium cymbifolium - Asplenium dalhousiae (Ceterach dalhousiae) - Asplenium dareoides - Asplenium daucifolium - Asplenium difforme - Asplenium dimorphum - Asplenium divaricatum - Asplenium dregeanum - Asplenium ebenoides - Asplenium fissum - Asplenium flabellifolium - Asplenium flaccidum - Asplenium fontanum - Asplenium forisiense - Asplenium formosum - Asplenium gemmiferum - Asplenium hemionitis - Asplenium hookerianum - Asplenium hybridum - Asplenium incisum - Asplenium laciniatum - Asplenium laserpitiifolium - Asplenium lepidum - Asplenium longissimum - Asplenium lunulatum - Asplenium lyallii | - Asplenium majoricum - Asplenium marinum - Asplenium montanum - Asplenium musifolium - Asplenium nidus - Asplenium normale - Asplenium obliquum - Asplenium oblongifolium - Asplenium obovatum - Asplenium obtusatum - Asplenium oligophlebium - Asplenium onopteris - Asplenium paleaceum - Asplenium petrarchae - Asplenium pinnatifidum - Asplenium planicaule - Asplenium platyneuron - Asplenium polyodon - Asplenium praemorsum - Asplenium prolongatum - Asplenium pteridioides - Asplenium resiliens - Asplenium rhizophyllum (Camptosorus rhizophyllus) - Asplenium richardii - Asplenium ruprechtii (Camptosorus sibiricus) - Asplenium ruta-muraria - Asplenium rustifolium - Asplenium sagittatum (Phyllitis sagittatum) - Asplenium sandersonii - Asplenium scleroprium - Asplenium scolopendrium - Asplenium seelosii - Asplenium septentrionale - Asplenium serra - Asplenium serratum - Asplenium shuttleworthianum - Asplenium simplicifrons - Asplenium splendens - Asplenium tenerum - Asplenium terrestre - Asplenium thunbergii - Asplenium trichomanes - Asplenium unilaterale - Asplenium vieillardii - Asplenium viride - Asplenium vittiforme |

## Galerie de imagini

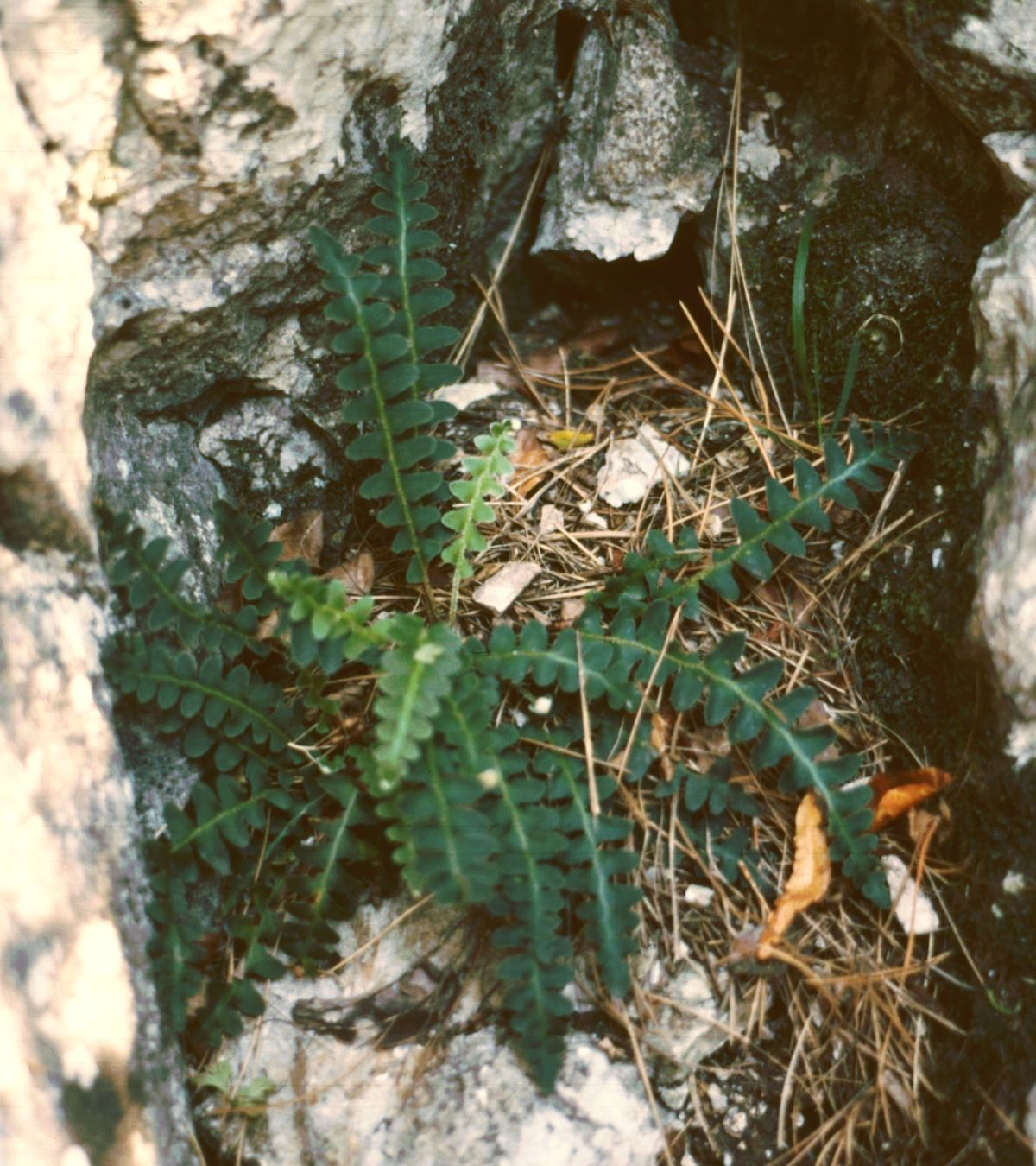
Asplenium ceterach
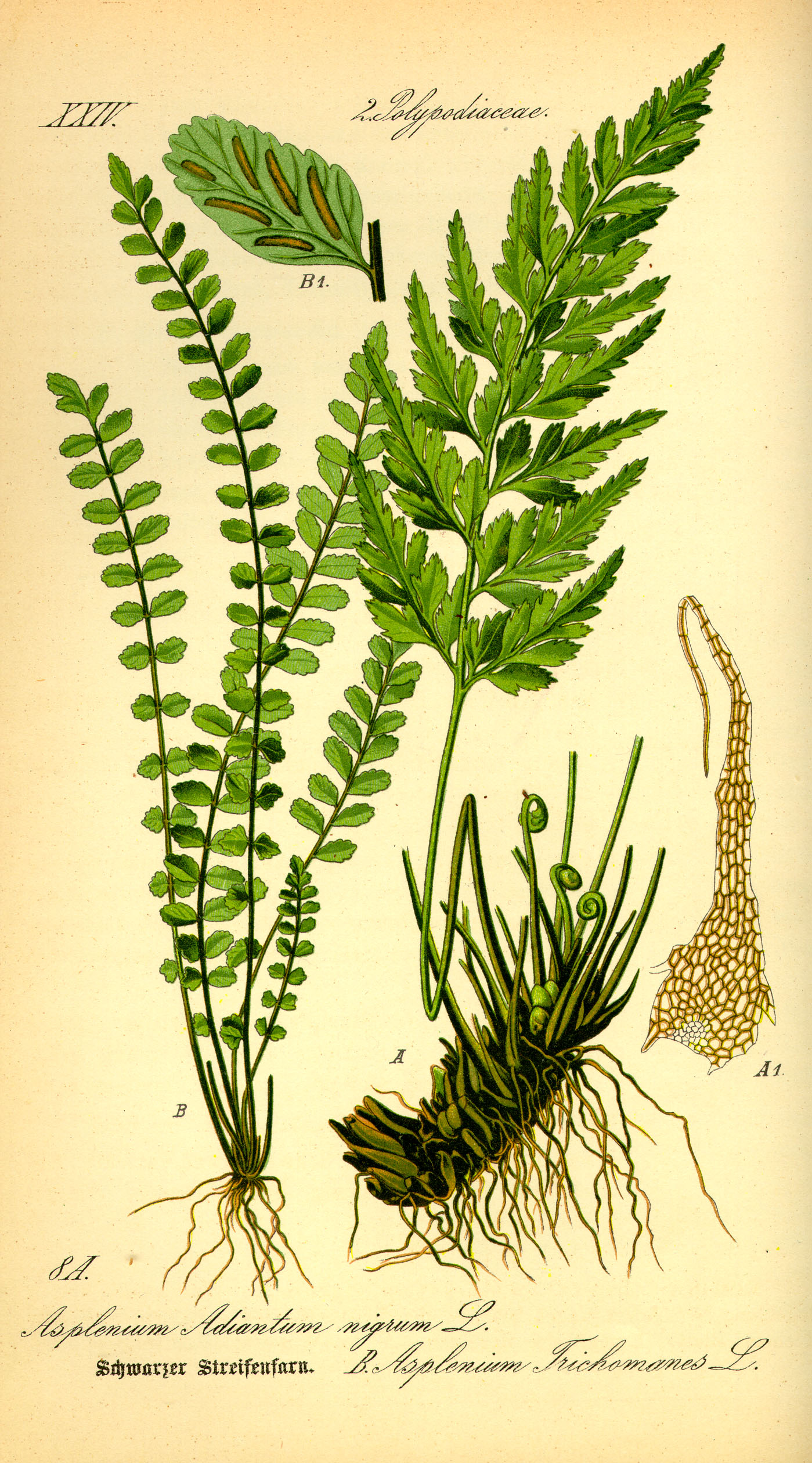
Asplenium trichomanes (stânga) şi A. adiantum-nigrum (dreapta), din Thomé, Flora von Deutschland, Österreich und der Schweiz 1885
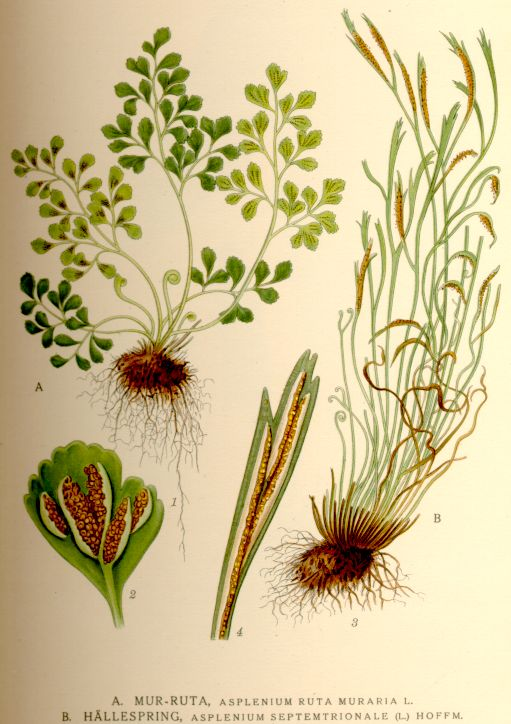
Asplenium ruta muraria (stânga) şi A. septentrionale (dreapta), din Lindman, Bilder ur Nordens Flora 1917–1926